# Strombosia scheffleri
Strombosia scheffleri är en tvåhjärtbladig växtart som beskrevs av Adolf Engler. Strombosia scheffleri ingår i släktet Strombosia och familjen Strombosiaceae. Inga underarter finns listade i Catalogue of Life.